# J.O. Bøving-Petersen
Jens Orten Bøving-Petersen (24. juni 1864 ved Kolding - 24. april 1937) var en dansk naturvidenskabelig forfatter.
Bøving-Petersen blev 1890 magister i zoologi, opholdt sig 1891—93 i Brasilien som leder af en landbrugsstation og har siden virket som lærer i København. Blandt hans velskrevne og let læselige arbejder kan nævnes Skabelse eller Udvikling (1897), Vor Klodes Dyr (1899-1903), der skyldes samarbejde med Waldemar Dreyer, Havets Erobring (1910), Vor Klodes Saga (1912), samt endelig den stemningsfulde bog Aaret i Danmark (1918).